# Hybanthus mossamedensis
Hybanthus mossamedensis är en violväxtart som beskrevs av Eduardo José Santos Moreira Mendes. Hybanthus mossamedensis ingår i släktet Hybanthus och familjen violväxter. Inga underarter finns listade i Catalogue of Life.